# Platja de la Colomera
La platja de la Colomera, o platgetes de la Colomera, és una platja natural del municipi del Port de la Selva (Alt Empordà), situada al nord de la platja de la Vall, a la badia del Port de la Selva. Té una longitud de 55 m i una amplada de 4 m, formada per sorres i graves de color grisós.